# Steenbergcross
Le Steenbergcross est une compétition de cyclo-cross disputée à Steenberg dans Bambrugge à Erpe-Mere, dans la province de Flandre-Orientale, en Belgique.

## Palmarès
| Année | Vainqueur        | Deuxième               | Troisième             |
| ----- | ---------------- | ---------------------- | --------------------- |
| 2002  | Sven Nys         | Bjorn Rondelez         | Tom Vannoppen         |
| 2003  | Sven Nys         | Ben Berden             | Wim Jacobs            |
| 2004  | Sven Nys         | Ben Berden             | Wim Jacobs            |
| 2005  | Bart Wellens     | Sven Nys               | Sven Vanthourenhout   |
| 2006  | Sven Nys         | Zdeněk Štybar          | Erwin Vervecken       |
| 2007  | Niels Albert     | Klaas Vantornout       | Erwin Vervecken       |
| 2008  | Niels Albert     | Klaas Vantornout       | Sven Vanthourenhout   |
| 2009  | Niels Albert     | Kevin Pauwels          | Dieter Vanthourenhout |
| 2010  | Sven Nys         | Bart Aernouts          | Kevin Pauwels         |
| 2011  | Kevin Pauwels    | Sven Nys               | Klaas Vantornout      |
| 2012  | Niels Albert     | Kevin Pauwels          | Klaas Vantornout      |
| 2013  | Niels Albert     | Klaas Vantornout       | Tom Meeusen           |
| 2014  | Klaas Vantornout | Sven Nys               | Philipp Walsleben     |
| 2015  | Wout van Aert    | Michael Vanthourenhout | Sven Nys              |

### Records de victoires
| Nb | Coureurs         |
| 5  | Sven Nys         |
| 5  | Niels Albert     |
| 1  | Kevin Pauwels    |
| 1  | Klaas Vantornout |
| 1  | Bart Wellens     |
| 1  | Wout van Aert    |